# Lacune de Romer
La lacune de Romer est un exemple de lacune apparente dans le registre fossile des tétrapodes utilisée dans l'étude de la biologie de l'évolution. La lacune de Romer, nommée d'après le paléontologue Alfred Romer qui l'a reconnue en premier, court sur une période de 15 millions d'années environ, de la fin du Dévonien au début du Carbonifère (Mississippien), il y a 360 à 345 millions d'années,.
Ces lacunes représentent des périodes pour lesquelles les paléontologues n'ont pas encore trouvé de fossiles pertinents.

## Âge
La lacune de Romer a débuté il y a 360 millions d'années, et s'est terminée il y a 345 millions d'années, correspondant aux 15 premiers millions d'années du Carbonifère. Cette lacune constitue une discontinuité entre les forêts primitives, la grande diversité de poissons de la fin du Dévonien, et les assemblages aquatiques et terrestres plus modernes du début du Carbonifère,.

## Mécanismes explicatifs
Un long débat a eu lieu afin de savoir pourquoi il y a si peu de fossiles durant cette période. Certains ont suggéré que le problème était le processus de fossilisation lui-même, ce qui suggère qu'il aurait pu y avoir des différences dans la géochimie de l'époque ne favorisant pas la formation des fossiles,,. En outre, les paléontologues pourraient tout simplement ne pas avoir creusé aux bons endroits. Toutefois, la réalité d'une faible diversité des vertébrés a été étayée par des preuves indépendantes,.
Alors que le processus d'installation des arthropodes sur les continents était déjà bien entamé avant la lacune, et que certains tétrapodes munis de doigts étaient également sortis de l'eau, il y a remarquablement peu de fossiles terrestres ou aquatiques qui datent de cette période elle-même,,. Des travaux publiés en 2006 sur la géochimie du Paléozoïque ont confirmé la réalité biologique de la lacune de Romer à la fois pour les vertébrés terrestres et les arthropodes, et l'ont corrélée avec une période de concentration d'oxygène atmosphérique exceptionnellement basse, laquelle a été déterminée de manière indépendante à partir de la géochimie de roches formées durant ce laps de temps.
Les vertébrés aquatiques, qui comprennent la plupart des tétrapodes au Carbonifère,, se remettaient de l'extinction du Dévonien supérieur, un événement d'extinction massive qui a précédé la lacune de Romer, à égalité avec celui qui a tué les dinosaures non aviens à la fin du Crétacé. Au cours de cet événement de l'étage famennien, appelé événement Hangenberg, la plupart des groupes marins et d'eau douce ont disparu ou ont été réduits à quelques lignées, bien que le mécanisme précis de l'extinction ne soit pas clair. Avant l’événement, les océans et les lacs étaient dominés par les poissons à membres charnus et les poissons à cuirasse appelés placodermes. Après la lacune de Romer, les poissons à nageoires rayonnées modernes, ainsi que des requins et leurs proches parents sont devenus les formes dominantes. La période a également vu la disparition de l'ordre paraphylétique des Ichthyostegalia, « amphibiens » primitifs avec plus de cinq doigts,.
La faible diversité des espèces de poissons marins, en particulier les prédateurs broyant les coquilles, les durophages, au début de la lacune de Romer est appuyée par l'abondance soudaine des échinodermes à carapace dure de la classe des crinoïdes au cours de la même période. Le Mississippien a même été appelé l'« âge des crinoïdes ». L'augmentation du nombre des poissons durophages à nageoires rayonnées et des requins a augmenté plus tard au cours du  Carbonifère, coïncidant avec la fin de la lacune de Romer et la chute de la diversité des crinoïdes à carapace de type dévonien, suivant le modèle d'un cycle prédateur-proie classique (Lotka-Volterra).

## Faune de la lacune

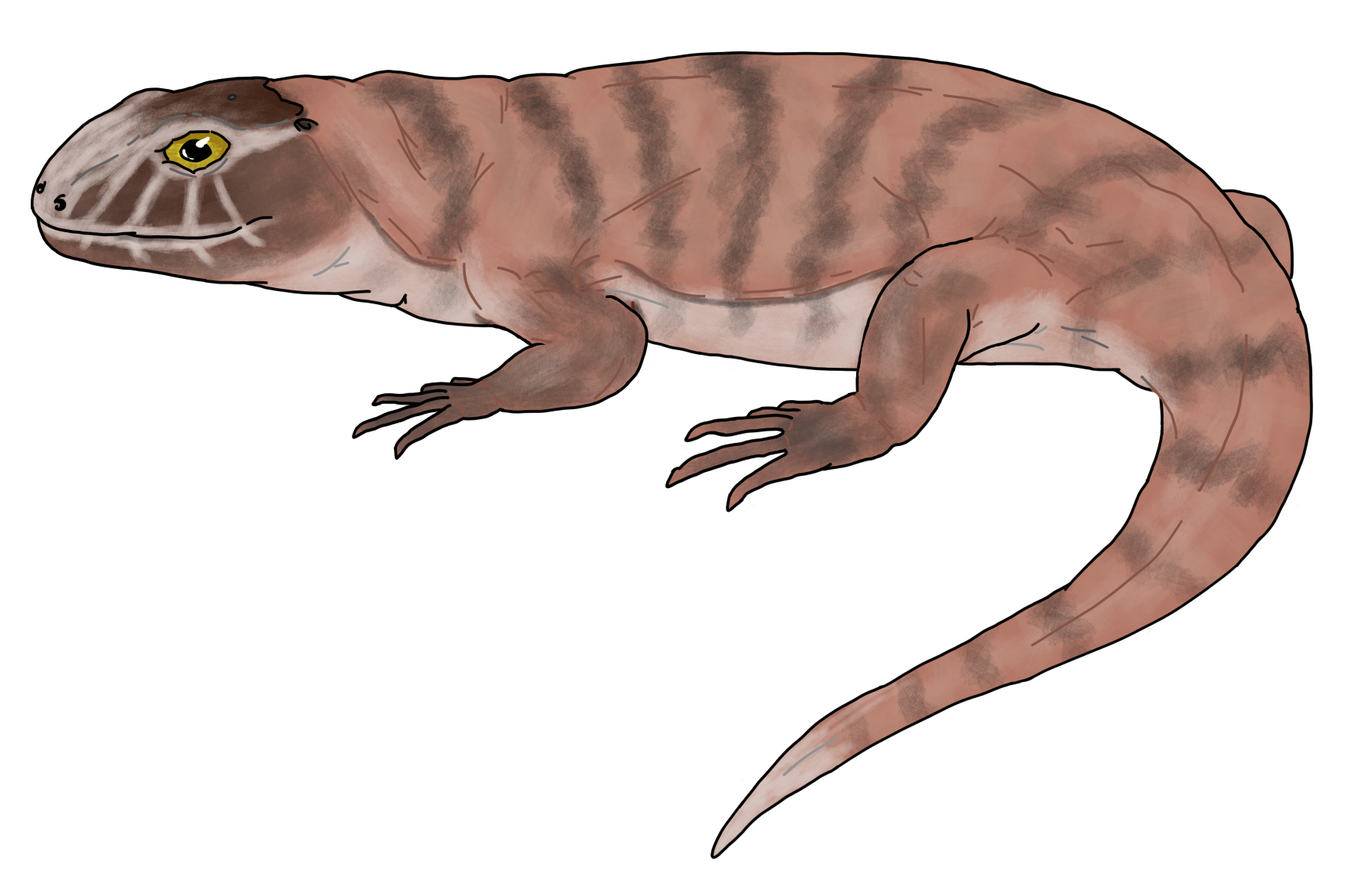
Une restauration d'Eldeceeon rolfei, une espèce carbonifère d'« anthracosaure » (tétrapode reptiliomorphe basal).

Depuis sa mise en évidence par Alfred Romer en 1956, le vide initial de 30 Ma dans le registre fossile des tétrapodes a été progressivement comblé avec les découvertes de tétrapodes précoces du Carbonifère tels que Pederpes, et Crassigyrinus. Il existe quelques sites où des vertébrés fossiles ont été trouvés, contribuant à réduire la lacune, comme la carrière d'East Kirkton, à Bathgate, en Écosse. Ce site fossilifère connu depuis longtemps, a été revisité par Stanley P. Wood en 1984 et a livré depuis des dizaines de tétrapodes primitifs du milieu du Carbonifère (Viséen, environ 335 Ma), notamment le temnospondyle Balanerpeton, les anthracosaures basaux Silvanerpeton et Eldeceeon, et un proto-amniote, Westlothiana.
Cependant, le matériel tétrapode du premier étage du Carbonifère, le Tournaisien, est généralement pauvre par rapport à celui des poissons dans les mêmes habitats, pouvant être retrouvés dans de grandes assemblages fossiles, et n'est connu qu'à la fin de cet étage,. Les faunes de poissons provenant de sites tournaisiens à travers le monde sont très semblables dans leur composition, contenant des espèces communes et écologiquement similaires de poissons à nageoires rayonnées, de poissons à nageoires charnues de l'ordre des rhizodontes, d'acanthodiens, de requins et d'holocéphales.
En 2015, une analyse des dépôts de Blue Beach en Nouvelle-Écosse, l'un des sites fossilifères majeurs du Tournaisien, suggère que « la faune des premiers tétrapodes n'est pas facilement divisible en faune dévonienne et carbonifère, ce qui suggère que certains tétrapodes sont passés à travers l'événement d'extinction de fin du Dévonien sans être affectés ».

## Sites fossilifères tournaisiens

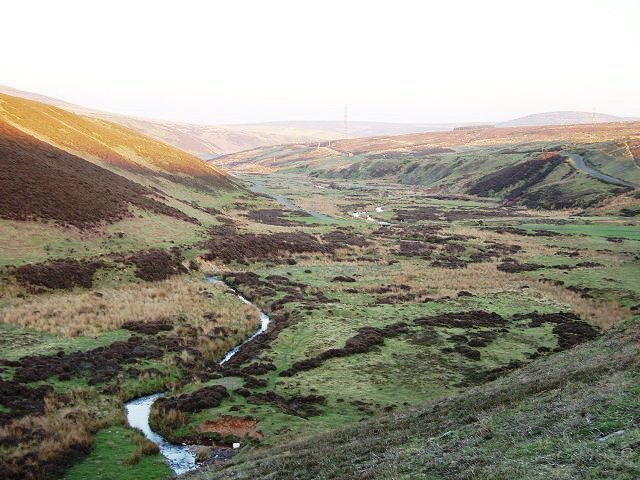
Les rives du Whiteadder Water en Écosse sont l'un des quelques sites connus renfermant des restes de tétrapodes de la lacune de Romer.

Pendant de nombreuses années, après que la lacune de Romer a été reconnue, seuls deux sites de fossiles de tétrapodes tournaisiens étaient connus, l'un à East Lothian, en Écosse et l'autre à Blue Beach, en Nouvelle-Écosse, province du Canada, où, en 1841, William Edmond Logan, premier directeur de la Commission géologique du Canada, a découvert des empreintes de pas d'un tétrapode. Ce site de la Formation de Horton Bluff a livré de nombreux fossiles du Tournaisien, notamment des traces de tétrapodes, mais peu d'ossements de ceux-ci.
En 2012, la découverte de restes de tétrapodes dans quatre nouveaux sites tournaisiens en Écosse a été annoncée. Ces sites sont localisés sur la côte de Burnmouth, les rives du Whiteadder Water près de Chirnside, le fleuve Tweed près de Coldstream, et à proximité du Château de Tantallon, le long du Firth of Forth.